# Вальдеррей
Вальдеррей (ісп. Valderrey) — муніципалітет в Іспанії, у складі автономної спільноти Кастилія-і-Леон, у провінції Леон. Населення — 502 особи (2010).
Муніципалітет розташований на відстані близько 290 км на північний захід від Мадрида, 43 км на південний захід від Леона.
На території муніципалітету розташовані такі населені пункти: (дані про населення за 2010 рік)
- Барр'єнтос: 114 осіб
- Бустос: 33 особи
- Карраль: 116 осіб
- Кастрільйо-де-лас-П'єдрас: 110 осіб
- Куевас: 21 особа
- Курільяс: 49 осіб
- Матанса: 16 осіб
- Техадос: 23 особи
- Вальдеррей: 20 осіб

## Демографія
Динаміка населення (INE ):